# Desmosoma

Representació gràfica d'un desmosoma.

Els desmosomes són estructures cel·lulars que mantenen adherides a cèl·lules veïnes. Estructuralment aquesta unió està controlada per les cadherines (desmogleina i desmocolina), els seus filaments intermedis (queratina). A l'interior de les cèl·lules actuen com a llocs d'ancoratge per als filaments intermedis en forma de corda, els quals formen una xarxa estructural al citoplasma proporcionant una certa rigidesa. Mitjançant aquestes unions els filaments intermedis de les cèl·lules adjacents estan indirectament connectades formant una xarxa contínua que s'estén a tot el teixit. Els tipus de filaments intermedis ancorats als desmosomes depèn del tipus cel·lular: de queratina en la majoria de les cèl·lules epitelials i de desmina en les fibres musculars cardíaques.
Els desmosomes es troben en teixits que experimenten un estrès mecànic intens, com el teixit del múscul cardíac, el teixit de la bufeta, la mucosa gastrointestinal i l'epiteli.
L'estructura general dels desmosomes consta d'una placa citoplasmàtica densa, composta per un complex proteic d'ancoratge intracel·lular que és el responsable de la unió dels elements citoesquelets a les proteïnes d'unió transmembrana.
Els desmosomes permeten que existeixi cert moviment en comú entre les cèl·lules adjacents que estan unides mitjançant ells. Els desmosomes tenen molta importància en el sistema immunitari innat, ja que permet establir unions molt resistents evitant la separació de la cèl·lules epitelials per acció mecànica o per pressió. Així la pell s'ha convertit en una barrera mecànica de protecció.